# Instituto de Ação Cultural
O Instituto de Ação Cultural (IDAC) foi fundado na Suíça em 1971 por Paulo Freire e outros. O Instituto serve como base para a implementação de políticas educacionais nos países de Terceiro Mundo, em especial os países africanos, que estavam em processo de emancipação. As experiências de Freire nessa época estão relatadas no livro Vivendo e aprendendo: experiências do IDAC em educação popular.
A equipe do IDAC voltou ao Brasil em 1979, com a anistia e a redemocratização, onde passam a trabalhar com as comunidades eclesiais de base. Freire deixa a presidência do IDAC em 1982 para se dedicar a outras atividades.